# 人生 (ウルフルズのアルバム)
『人生』（じんせい）は、ウルフルズ14枚目のオリジナル・アルバム。
2017年5月24日発売。発売元は、ワーナーミュージック・ジャパン。

## 概要
活動再開後3枚目、ワーナーミュージック・ジャパン在籍最後のオリジナル・アルバム。トータス以外のメンバー作詞楽曲やトータスとメンバーの合作が多くみられる。DVD付初回限定盤と通常盤の2形態で発売。初回限定盤は『OSAKAウルフルカーニバル ウルフルズがやって来る! 2016ヤッサ! 20年目のバンザイ〜やっててよかった〜』2016年8月27日に大阪・万博公園もみじ川芝生広場でのライブDVDを同梱、CDにはボーナス・トラックを収録。ウルフルケイスケはウルフルズとしての活動を本作と関連ライブツアーを以て休止。「本作制作中、本人から休止申し出があった。メンバーで何度も説得したが、ソロに専念したい本人の意志は固かった。ウルフルズ休止中のソロ活動が本人の中でとても大きかったのだろう」とトータスは語っている。

## 収録曲
作詞・作曲:トータス松本（特記以外）　全曲編曲：ウルフルズ、菅原龍平
1. せやなせやせや人生は
2. もーあかんブギ
3. バカヤロー
作詞:トータス松本、ジョンB
4. こいよ!
作詞:ジョンB
5. なんでなん
関西テレビ系「新春大売り出し!さんまのまんま」エンディング・テーマ
6. おれを夢中にさせないで
7. ヤラカシ男 
作詞・作曲:トータス松本、サンコンJr.
8. 迷ったら Do It （Instrumental）
作曲:ウルフルケイスケ
9. 胸ポケット
作詞:ジョンB
10. クラクラフラフラ Everyday
作詞:トータス松本、サンコンJr.　作曲:サンコンJr.
11. ひと ヒト 人
12. しあわせ
13. はげしくやさしく
14. おーい!!（初回生産限定盤のみボーナス・トラック）　作詞:さくらももこ
25周年記念作品 「映画ちびまる子ちゃん イタリアから来た少年」エンディング・テーマ

DVD（初回生産限定盤のみ）
『OSAKA ウルフルカーニバル ウルフルズがやって来る!2016ヤッサ!20年目のバンザイ〜やっててよかった〜』
1. バンザイ～好きでよかった～
2. あーだこーだそーだ!
3. ツギハギブギウギ
4. SUN SUN SUN '95
5. あそぼう
6. 愛すれば
7. ひと ヒト 人
8. 明日があるさ
9. 笑えれば
10. あついのがすき
11. パパイヤ・ママイヤ
12. Let's Go Monday
13. チークタイム
14. せやなせやせや人生は
15. 今夜どう?（ここまではOK!）
16. 大阪ストラット
17. ワンダフル・ワールド
18. サムライソウル
19. ボンツビワイワイ
20. バカサバイバー
21. ええねん
22. いい女
23. 【アンコール】　ガッツだぜ!!
24. 【アンコール】　 BANZAI 20th メドレー（トコトンで行こう!～暴動チャイル～SUN SUN SUN '95～てんてこまい my mind～大阪ストラット～ダメなものはダメ～おし愛へし愛どつき愛～泣きたくないのに）
25. 【アンコール】 　バンザイ～好きでよかった～